# Sphaerosyllis perkinsi
Sphaerosyllis perkinsi är en ringmaskart som beskrevs av Riser 1991. Sphaerosyllis perkinsi ingår i släktet Sphaerosyllis och familjen Syllidae. Inga underarter finns listade i Catalogue of Life.